# Україна на пісенному конкурсі Євробачення 2008

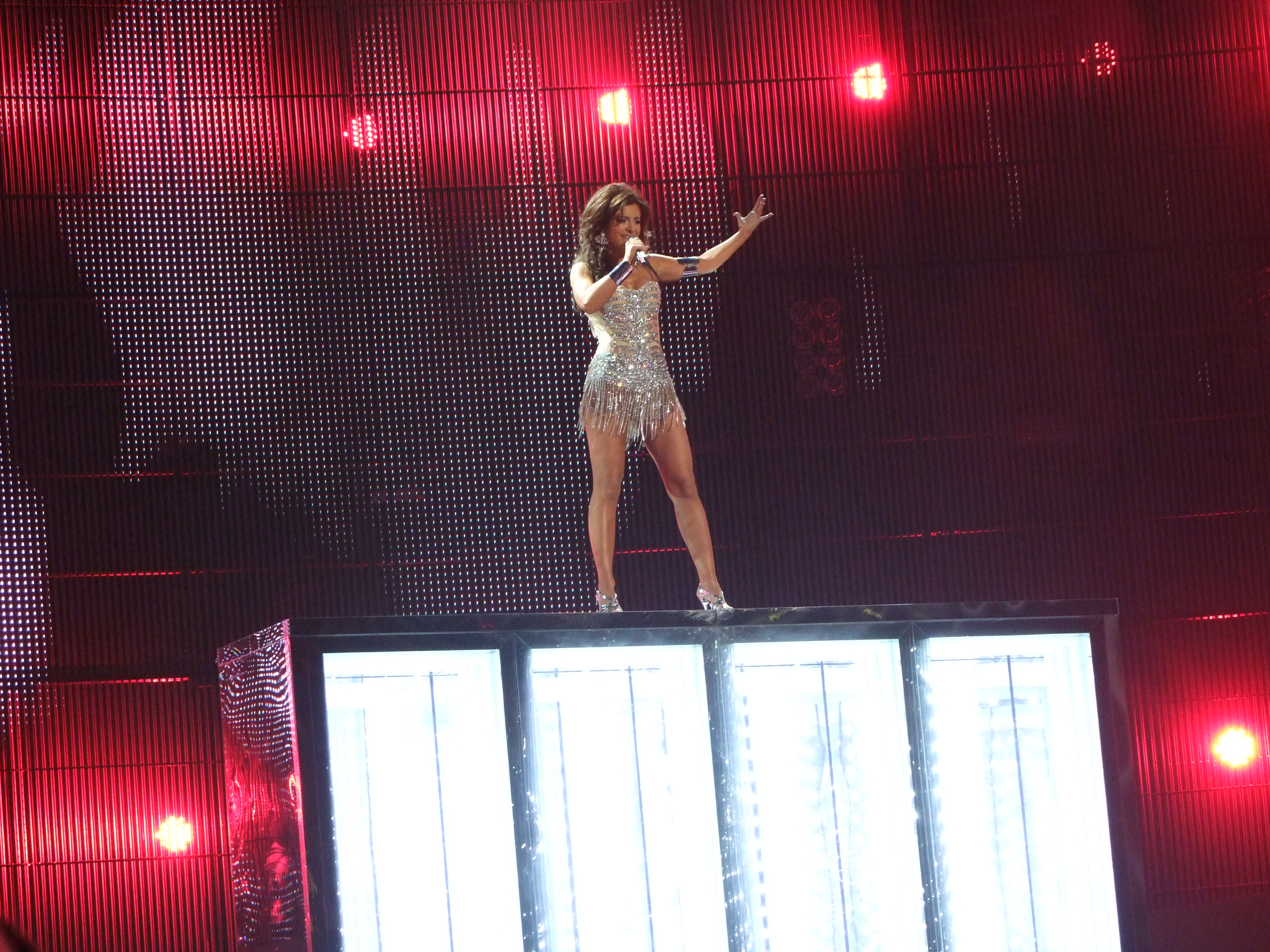
Ані Лорак, Євробачення 2008

Україна взяла участь у 53-му пісенному конкурсі Євробачення, що відбувся 2008 року у Белграді. НТКУ провела національний відбір, за підсумками якого Україну на пісенному конкурсі представила співачка Ані Лорак з піснею «Shady Lady».  Вдало пройшовши півфінал, пісня у фіналі набрала 152 бали, посівши 2-ге почесне місце.

## Національний відбір
НТКУ вирішила одна відібрати виконавця на роль представника України на конкурсі пісні Євробачення 2008. За результатами нацвідбору була відібрана Ані Лорак з піснею «Shady Lady».
Пісню обирали на національному відборі. У фіналі (23 лютого) брало участь 5 пісень, які мала заспівати Ані Лорак.

### Пісні
- «Shady Lady» — композитор Філіп Кіркоров, слова Карен Кавалерян
- «The dream of bright a day» — зроблена Ані Лорак, а текст був написаний Жарі Саком.
- «I'm your melody» — написана київським автором Боженою Костромської.
- «Я стану морем» — музика Віталія Волкомора, слова Миколи Бровченка
- «Чекаю на тебе» — музику написав Юрій Остапенко, текст пісні належить Ані Лорак

## Шанси
Ані Лорак вважалася одним з фаворитів конкурсу пісні Євробачення 2008 року. Автор незалежного інтернет-проекту «Євробачення-Казахстан» Андрій Міхєєв припустив гарантоване потрапляння Лорак в Топ-5 конкурсу:
Російський фахівець за конкурсом Євробачення Антон Кулаков порівняв виступ Ані Лорак з двома учасницями Євробачення-2006 — Сібель Тюзюн (8-е місце) і Тіною Кароль (7-е місце) — і відзначив відмінну роботу авторів пісні і потужний вокал Лорак:

## На Євробаченні
| 12 балів                                                        | 10 балів | 8 балів                      | 7 балів                    | 6 балів                                  |
| --------------------------------------------------------------- | -------- | ---------------------------- | -------------------------- | ---------------------------------------- |
| - Білорусь - Болгарія - Чехія - Грузія - Португалія - Туреччина | - Кіпр   | - Угорщина - Мальта - Сербія | - Хорватія - Данія - Литва | - Ісландія - Латвія - Північна Македонія |
| 5 балів                                                         | 4 бали   | 3 бали                       | 2 бали                     | 1 бал                                    |
|                                                                 |          | - Франція - Швеція           |                            | - Швейцарія                              |

| 12 балів                                | 10 балів                                                               | 8 балів                                      | 7 балів                                           | 6 балів                                                          |
| --------------------------------------- | ---------------------------------------------------------------------- | -------------------------------------------- | ------------------------------------------------- | ---------------------------------------------------------------- |
| - Португалія                            | - Азербайджан - Білорусь - Грузія - Ізраїль - Латвія - Мальта - Польща | - Албанія - Чехія - Росія - Туреччина        | - Болгарія - Хорватія - Данія - Молдова - Іспанія | - Андорра - Кіпр - Греція - Угорщина - Ірландія - Литва - Сербія |
| 5 балів                                 | 4 бали                                                                 | 3 бали                                       | 2 бали                                            | 1 бал                                                            |
| - Вірменія - Ісландія - Велика Британія | - Естонія - Північна Македонія - Чорногорія                            | - Боснія і Герцеговина - Фінляндія - Румунія | - Словенія                                        | - Бельгія                                                        |

### Бали отримані від України[2]
| 12 балів | Грузія     |
| 10 балів | Білорусь   |
| 8 балів  | Португалія |
| 7 балів  | Хорватія   |
| 6 балів  | Болгарія   |
| 5 балів  | Туреччина  |
| 4 бали   | Данія      |
| 3 бали   | Албанія    |
| 2 бали   | Латвія     |
| 1 бал    | Ісландія   |

| 12 балів | Росія       |
| 10 балів | Азербайджан |
| 8 балів  | Грузія      |
| 7 балів  | Вірменія    |
| 6 балів  | Норвегія    |
| 5 балів  | Ізраїль     |
| 4 бали   | Туреччина   |
| 3 бали   | Португалія  |
| 2 бали   | Греція      |
| 1 бал    | Хорватія    |